# Тарасов, Сергей Петрович
Серге́й Петро́вич Тара́сов (род. 15 февраля 1965, Староалейское, Алтайский край) — советский и российский биатлонист, олимпийский чемпион и двукратный чемпион мира. Заслуженный мастер спорта России (1994). Единственный в истории российского мужского биатлона чемпион мира и олимпийский чемпион в индивидуальной гонке.
Окончил Барнаульский государственный педагогический институт в 1992 году.

## Биография
В начале и середине 1990-х Тарасов был одним из сильнейших биатлонистов мира, выиграв в составе советской и российской сборных 4 олимпийские медали и 9 медалей чемпионатов мира. Победа Тарасова в индивидуальной гонке на чемпионате мира в Рупольдинге в 1996 году стала одной из самых убедительных за всю историю проведения чемпионатов мира — преимущество Тарасова над вторым призёром Владимиром Драчёвым составило более 2 минут.
По количеству олимпийских наград среди отечественных биатлонистов Сергей Тарасов с 4 медалями уступает лишь Александру Тихонову (5) и Сергею Чепикову (6).
На этапах Кубка мира одержал 4 победы, трижды был вторым и трижды третьим.
Во время Олимпийских игр 1992 года в Альбервиле должен был выступать в составе Объединённой команды, но на старт не вышел. Высказывались версии, что Тарасов перенёс клиническую смерть из-за неправильной проведённой процедуры гемотрансфузии — кровяного допинга. Сам спортсмен утверждал, что никогда не выступал, используя запрещённые методы. В 2015 году в интервью газете «Спорт-Экспресс» подтвердил, что 6 февраля 1992 года в Альбервиле ему переливал кровь врач сборной Алексей Кузнецов и в результате ошибки он пережил клиническую смерть — Тарасов считает, что кровь испортилась или ему была перелита кровь другой группы (как выяснилось, ему по ошибке перелили кровь шорт-трекиста Андрея Минцева). После этого до конца Олимпиады находился во французской клинике, после процедуры гемодеза у него выпали ногти, волосы, слезла кожа. Уже в ноябре 1992 года Тарасов вернулся на трассы.
Завершил карьеру в 1998 году. После окончания карьеры недолгое время занимался бизнесом.
В 2000-х годах Тарасов некоторое время являлся президентом хоккейного клуба «Мотор» из Барнаула. Был дружен с губернатором Алтайского края Михаилом Евдокимовым.
В начале 2010-х работал старшим тренером сборной команды Новосибирской области по биатлону, затем вернулся в Алтайский край, стал старшим тренером сборной Алтайского края по биатлону и председателем федерации биатлона Алтайского края.
Награждён орденом «За личное мужество», медалью ордена «За заслуги перед отечеством» II степени.